# Frank McHugh
Francis Curry McHugh (Homestead, 23 de mayo de 1898-Greenwich, 11 de septiembre de 1981) fue un actor de teatro, radio, cine y televisión estadounidense.

## Primeros años
Nacido en Homestead (Pensilvania), de ascendencia irlandesa, McHugh provenía de una familia de artistas teatrales. Sus padres, Edward A. «Cutie» McHugh y Katherine Curry «Katie» McHugh, dirigían la compañía de teatro McHugh en Braddock (Pensilvania). De niño, actuó en teatro. Su hermano Matt y su hermana Kitty actuaron con él cuando tenía 10 años, pero la familia abandonó los escenarios alrededor de 1930. Otro hermano, Ed, se convirtió en director de escena y agente en Nueva York.

## Carrera
Tras dejar la compañía teatral familiar a los 17 años, McHugh se trasladó a Pittsburgh como actor principal y director de escena en el Teatro Empire. Pasó nueve años en compañías de repertorio y compañías itinerantes antes de actuar en Broadway.
McHugh debutó en Broadway en The Fall Guy, escrita por George Abbott y James Gleason en 1925. También apareció en Show Girl (1929), un musical. Ese mismo año, hizo su primera película, If Men Played Cards as Women Do, un cortometraje producido por Paramount. First National Pictures lo contrató como actor contratado en enero de 1930.
De 1954 a 1956 protagonizó el programa de radio Hotel For Pets.
De 1964 a 1965, interpretó a Willie Walters, un manitas residente en la comedia de 27 episodios de la ABC, The Bing Crosby Show, que lo reunió de nuevo en pantalla con Bing Crosby. La serie también fue coprotagonizada por Beverly Garland. Su último papel cinematográfico fue como un cómico «capitán» en la película de 1967 protagonizada por Elvis Presley, Easy Come, Easy Go. Su última aparición en televisión fue como el manitas Charlie Wingate en «The Fix-It Man», un episodio de la serie de wéstern Lancer de la CBS.

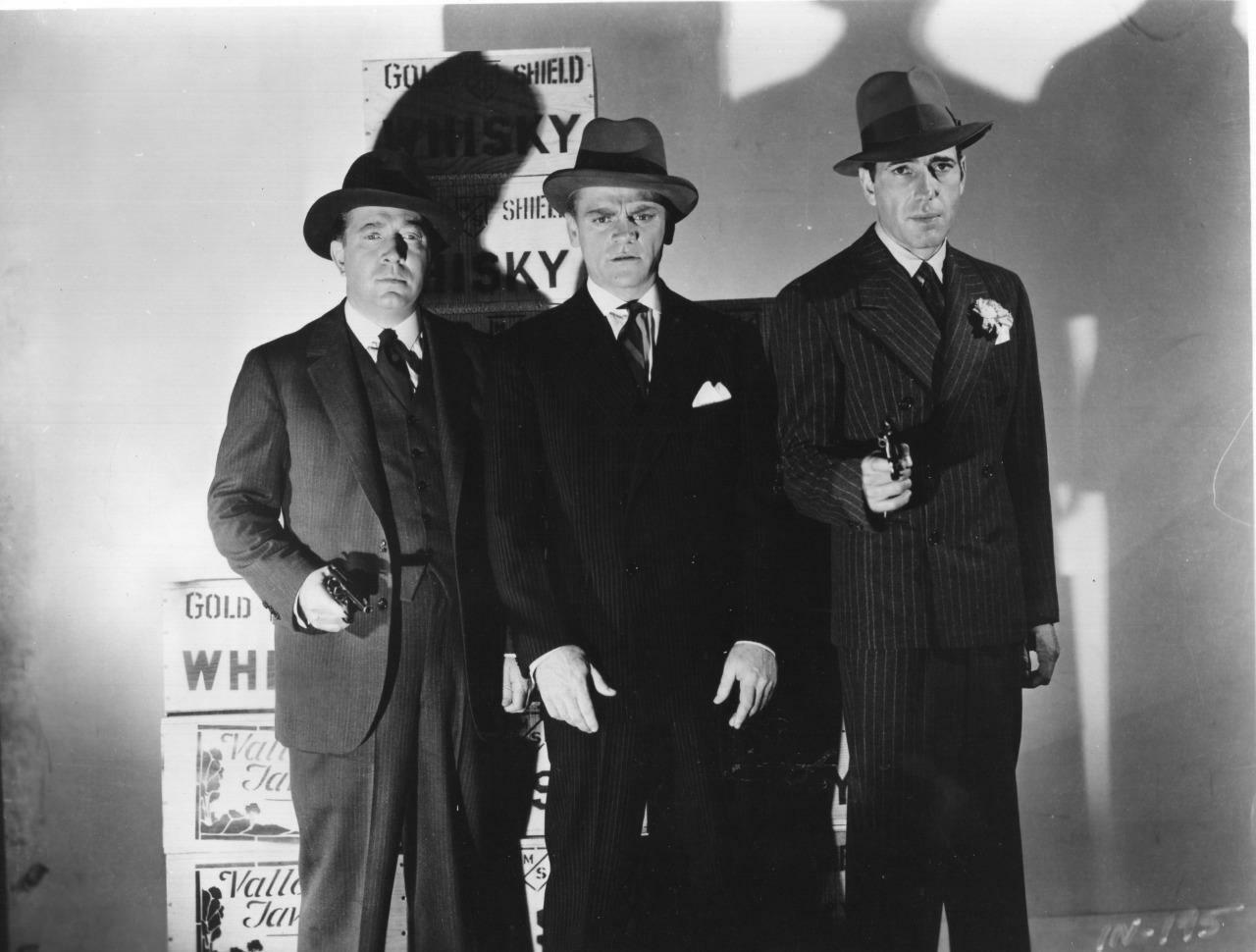
Los violentos años veinte (1939) con McHugh, James Cagney y Humphrey Bogart.

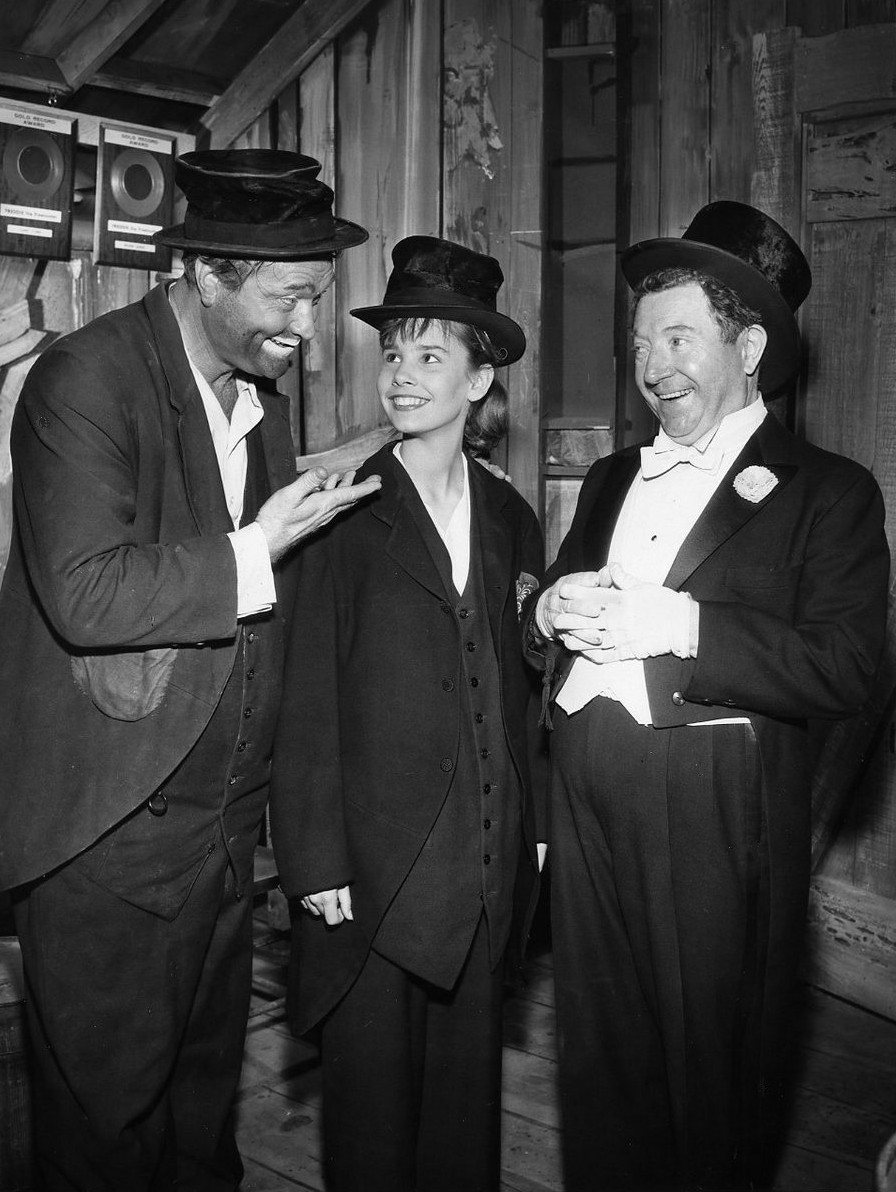
Red Skelton, Carol Sydes y McHugh en The Red Skelton Show, 1959.

En radio, McHugh interpretó el papel de Fairchild Finnegan en Phone Again, Finnegan (1946-1947). También coprotagonizó Hotel for Pets (1954-1956).: 365 
McHugh pertenecía a un grupo de amigos, conocido en Hollywood como la Irish mafia («Mafia irlandesa»), que incluía a sus amigos cercanos James Cagney, Pat O'Brien y Spencer Tracy, así como a sus compañeros actores Allen Jenkins, Ralph Bellamy, Frank Morgan, y Lynne Overman.

## Segunda Guerra Mundial
Durante la Segunda Guerra Mundial, McHugh se unió a la Hollywood Victory Caravan («Caravana de la victoria de Hollywood»), un grupo de 21 estrellas que viajaban por todo el país en un tren especial y actuaron en varias ciudades durante tres semanas en 1942 para recaudar fondos para la Sociedad de Socorro del Ejército y la Marina. A continuación, realizó una gira de la USO por Inglaterra, apareciendo en el American Variety Show con Al Jolson, Merle Oberon, Patricia Morison y Allen Jenkins.
McHugh regresó a Europa con un espectáculo de la USO creado por él, «McHugh's Revue», que realizó una gira por Francia, Países Bajos, Bélgica y Alemania en noviembre y diciembre de 1944. McHugh, cuatro hermosas chicas (las actrices Mary Brian, June Clyde, Charlotte Greer y Nina Nova) y el pianista Eddie Eisman recorrieron el frente, entreteniendo y conociendo a las tropas. Los Documentos de McHugh en la Biblioteca Pública de Nueva York incluyen muchos relatos de la gira. Por su trabajo con la USO, McHugh recibió una mención «por servicio excepcionalmente meritorio mientras trabajaba como miembro de una unidad de entretenimiento» del Ejército de los Estados Unidos, firmada por el Mayor General Raymond S. McLain. En una carta de 1945 a McHugh y su compañía, McLain escribió:

I want to make of record what I was glad to say to each of you when you left and what many of the command said to you then and what they have said to me since — “That your show was like an oasis in this desert of hardship and suffering”. It reminded us what a vital factor a bit of entertainment is in this business where boredom is almost as difficult to bear as the hardships of the campaign. Your show was sparkling, and left a refreshing atmosphere in the spirit of many battle weary soldiers.

[Quiero dejar constancia de lo que me alegró decirles a cada uno de ustedes al partir, y lo que muchos miembros del mando les dijeron entonces y lo que me han dicho desde entonces: «Que su espectáculo fue como un oasis en este desierto de penurias y sufrimiento». Nos recordó la importancia de un poco de entretenimiento en este oficio, donde el aburrimiento es casi tan difícil de soportar como las dificultades de la campaña. Su espectáculo fue brillante y dejó una atmósfera refrescante en el espíritu de muchos soldados cansados de la batalla.]

## Vida personal y muerte
McHugh estuvo casado con Dorothy McHugh (de soltera Spencer) desde 1933 hasta su muerte. Tuvieron tres hijos.
El 11 de septiembre de 1981, McHugh murió en el Hospital Greenwich en Greenwich, Connecticut, a la edad de 83 años.

## Filmografía
| Año  | Título                                 | Papel                          | Notas |
| ---- | -------------------------------------- | ------------------------------ | ----- |
| 1929 | If Men Played Cards as Women Do        | Tercer jugador de cartas       |       |
| 1930 | The Dawn Patrol                        | Flaherty                       |       |
| 1930 | Top Speed                              | Tad Jordan                     |       |
| 1930 | Bright Lights                          | A. Hamilton Fish, un reportero |       |
| 1930 | College Lovers                         | Speed Haskins                  |       |
| 1930 | The Widow from Chicago                 | Slug O'Donnell                 |       |
| 1930 | Going Wild                             | 'Ricky' Freeman                |       |
| 1930 | Kiss Me Again                          | Francois                       |       |
| 1931 | Millie                                 | John Holmes                    |       |
| 1931 | Un gran reportaje                      | McCue                          |       |
| 1931 | Up for Murder                          | Collins                        |       |
| 1931 | Men of the Sky                         |                                |       |
| 1931 | That's News to Me                      |                                |       |
| 1931 | Traveling Husbands                     | Pinkie                         |       |
| 1931 | The Hot Spot                           | Peter Burke                    |       |
| 1931 | The Great Junction Hotel               | Peeping Tom                    |       |
| 1931 | Bad Company                            | Doc - Secuaz                   |       |
| 1931 | The Big Scoop                          |                                |       |
| 1931 | Corsair                                | 'Chub' Hopping                 |       |
| 1931 | The Wide Open Spaces                   | Matt - un jugador              |       |
| 1932 | Union Depot                            | The Drunk                      |       |
| 1932 | High Pressure                          | Mike Donahey                   |       |
| 1932 | Extra! Extra!                          |                                |       |
| 1932 | The Crowd Roars                        | Spud Connors                   |       |
| 1932 | The Strange Love of Molly Louvain      | Skeets - un reportero          |       |
| 1932 | The Dark Horse                         | Joe                            |       |
| 1932 | Blessed Event                          | Reilly                         |       |
| 1932 | Life Begins                            | Ringer Banks                   |       |
| 1932 | One Way Passage                        | Skippy                         |       |
| 1933 | Los gángsters del aire                 | Toodles Cooper                 |       |
| 1933 | Los crímenes del museo                 | Jim                            |       |
| 1933 | Grand Slam                             | Philip 'Speed' McCann          |       |
| 1933 | The Telegraph Trail                    | Corporal Tippy                 |       |
| 1933 | Private Jones                          | 'Greasy' - the Cook            |       |
| 1933 | Elmer, the Great                       | Healy High-Hips                |       |
| 1933 | Lilly Turner                           | David 'Dave' Dixon             |       |
| 1933 | Ex-Lady                                | Hugo Van Hugh                  |       |
| 1933 | Hold Me Tight                          | Billy                          |       |
| 1933 | Tomorrow at Seven                      | Clancy                         |       |
| 1933 | Professional Sweetheart                | Speed Dennis                   |       |
| 1933 | Footlight parade                       | Francis                        |       |
| 1933 | Havana Widows                          | Duffy                          |       |
| 1933 | Son of a Sailor                        | 'Gaga'                         |       |
| 1933 | The House on 56th Street               | Chester Hunt                   |       |
| 1933 | Convention City                        | Will Goodwin                   |       |
| 1934 | Not Tonight, Josephine                 | Napoleon                       |       |
| 1934 | El altar de la moda                    | Snap                           |       |
| 1934 | Heat Lightning                         | Frank - el chofer              |       |
| 1934 | Merry Wives of Reno                    | Al                             |       |
| 1934 | Let's Be Ritzy                         | Bill Damroy Robert             |       |
| 1934 | Smarty                                 | George Lancaster               |       |
| 1934 | Return of the Terror                   | Joe Hastings                   |       |
| 1934 | Here Comes the Navy                    | Droopy                         |       |
| 1934 | Happiness Ahead                        | Tom                            |       |
| 1934 | 6 Day Bike Rider                       | Clinton Hemmings               |       |
| 1935 | Maybe It's Love                        | Willie Sands                   |       |
| 1935 | Devil Dogs of the Air                  | Crash Kelly                    |       |
| 1935 | Gold Diggers of 1935                   | Humbolt Prentiss               |       |
| 1935 | The Irish in Us                        | Mike O'Hara                    |       |
| 1935 | Page Miss Glory                        | Ed Olson                       |       |
| 1935 | El sueño de una noche de verano        | Quince - el carpintero         |       |
| 1935 | Stars Over Broadway                    | Offkey Cramer                  |       |
| 1936 | Freshman Love                          | Coach Hammond                  |       |
| 1936 | Moonlight Murder                       | William                        |       |
| 1936 | Snowed Under                           | Orlando Rowe                   |       |
| 1936 | Bullets or Ballots                     | Herman McCloskey               |       |
| 1936 | Stage Struck                           | Sid                            |       |
| 1936 | Three Men on a Horse                   | Erwin Trowbridge               |       |
| 1937 | Ever Since Eve                         | 'Mabel' DeCraven               |       |
| 1937 | Marry the Girl                         | David 'Party' Partridge        |       |
| 1937 | Mr. Dodd Takes the Air                 | 'Sniffer' Sears                |       |
| 1937 | Submarine D-1                          | 'Lucky'                        |       |
| 1938 | Swing Your Lady                        | Popeye                         |       |
| 1938 | He Couldn't Say No                     | Lambert T. Hunkins             |       |
| 1938 | Little Miss Thoroughbred               | Tod Harrington                 |       |
| 1938 | Four Daughters                         | Ben Crowley                    |       |
| 1938 | Boy Meets Girl                         | Rossetti                       |       |
| 1938 | Valley of the Giants                   | 'Fingers' McCarthy             |       |
| 1939 | Wings of the Navy                      | Scat Allen                     |       |
| 1939 | Dodge City                             | Joe Clemens                    |       |
| 1939 | Daughters Courageous                   | George                         |       |
| 1939 | Indianapolis Speedway                  | 'Spud' Connors                 |       |
| 1939 | Dust Be My Destiny                     | Caruthers                      |       |
| 1939 | On Your Toes                           | Paddy Reilly                   |       |
| 1939 | Los violentos años veinte              | Danny Green                    |       |
| 1939 | Four Wives                             | Ben Crowley                    |       |
| 1940 | The Fighting 69th                      | 'Crepe Hanger' Burke           |       |
| 1940 | Alex in Wonderland                     | Narrator (voz, no acreditado)  |       |
| 1940 | Virginia City                          | Mr. Upjohn                     |       |
| 1940 | 'Til We Meet Again                     | Rockingham T. Rockingham       |       |
| 1940 | I Love You Again                       | 'Doc' Ryan                     |       |
| 1940 | City for Conquest                      | 'Mutt'                         |       |
| 1941 | Four Mothers                           | Ben Crowley                    |       |
| 1941 | Back Street                            | Ed Porter                      |       |
| 1941 | Manpower                               | Omaha                          |       |
| 1942 | All Through the Night                  | Barney                         |       |
| 1942 | Her Cardboard Lover                    | Chappie Champagne              |       |
| 1944 | Going My Way                           | Father Timothy O'Dowd          |       |
| 1944 | Marine Raiders                         | Sgt. Louis Leary               |       |
| 1944 | Bowery to Broadway                     | Joe Kirby                      |       |
| 1945 | A Medal for Benny                      | Edgar Lovekin                  |       |
| 1945 | State Fair                             | McGee                          |       |
| 1946 | The Hoodlum Saint                      | Three Finger                   |       |
| 1946 | The Runaround                          | Wally Quayle                   |       |
| 1946 | Little Miss Big                        | Charlie Bryan                  |       |
| 1947 | Easy Come Easy Go                      | Carey                          |       |
| 1947 | Carnegie Hall                          | John Donovan                   |       |
| 1948 | The Velvet Touch                       | Ernie Boyle                    |       |
| 1949 | El gran gorila                         | Windy                          |       |
| 1949 | Miss Grant Takes Richmond              | Mr. Kilcoyne                   |       |
| 1950 | Paid in Full                           | Ben - Bartender                |       |
| 1950 | The Tougher They Come                  | Gig Rafferty                   |       |
| 1952 | The Pace That Thrills                  | Rocket Anderson                |       |
| 1952 | Mi hijo John                           | Father O'Dowd                  |       |
| 1953 | It Happens Every Thursday              | Fred Hawley                    |       |
| 1953 | A Lion Is in the Streets               | Frank Rector                   |       |
| 1954 | There's No Business Like Show Business | Eddie Dugan                    |       |
| 1958 | El último hurra                        | Festus Garvey                  |       |
| 1959 | Say One for Me                         | Jim Dugan                      |       |
| 1959 | Career                                 | Charlie Gallagher              |       |
| 1961 | The Spiral Staircase                   | Constable Williams             |       |
| 1963 | Inside Danny Baker                     | Mr. Johansen                   |       |
| 1964 | A Tiger Walks                          | Bill Watkins                   |       |
| 1967 | Easy Come, Easy Go                     | Captain Jack                   |       |